# Bunias cochlearioides
Bunias cochlearioides là một loài thực vật có hoa trong họ Cải. Loài này được Murray mô tả khoa học đầu tiên năm 1777.